# Beaumarchais, Benjamin Franklin et la naissance des États-Unis
Beaumarchais, Benjamin Franklin et la naissance des États-Unis (Füchse im Weinberg) est un roman historique publié par Lion Feuchtwanger en 1946.

## Genèse de l'œuvre
Le titre original en allemand est Füchse im Weinberg (littéralement, Des renards dans le vignoble) mais on s'y réfère généralement par le biais du titre de l'un des trois tomes de l'édition originale Waffen für Amerika (Des armes pour l'Amérique).
La traduction en anglais Proud destiny, parue dès 1947, fut rédigée parallèlement à la finition de la version en allemand au cours de l'exil de l'auteur aux États-Unis.
Une version française a été publiée en 1977 (Trad. de Pierre Sabatier, Genève, Slatkine, ISBN ´: 3600120123572).

## Le roman: les intrigues à la cour de Louis XVI
Ce roman retrace les péripéties de la fourniture d'armes aux insurgés (voir Insurgents) américains qui combattaient pour leur indépendance du royaume d'Angleterre. Beaumarchais s'était enflammé pour la cause des Américains et avait organisé l'achat et le transport des matériels pour 30 000 combattants. Le représentant à Paris des treize états de l'Union était alors le puritain Benjamin Franklin qui avait une certaine aversion envers Beaumarchais à cause de son style de vie débridé. Le roi Louis XVI tentait de freiner au maximum la signature d'une alliance entre la France et les insurgés, ce qui aurait abouti à un état de guerre larvée avec l'Angleterre. Ce livre dépeint une fresque grandiose des intrigues à la cour de Versailles. 